# Чеслав Танський
Че́слав Танський (пол. Czesław Tański; 17 липня 1862, Печиська, Груєцький повіт, Мазовецьке воєводство, Королівство Польське — 24 лютого 1942, Ольшанце, Жирардовський повіт, Мазовецьке воєводство, Польська підпільна держава) — польський художник, винахідник, авіаконструктор, піонер планерування. Вважається «батьком польської авіації». Батько польського автомобільного конструктора Тадеуша Танського.

## Біографія

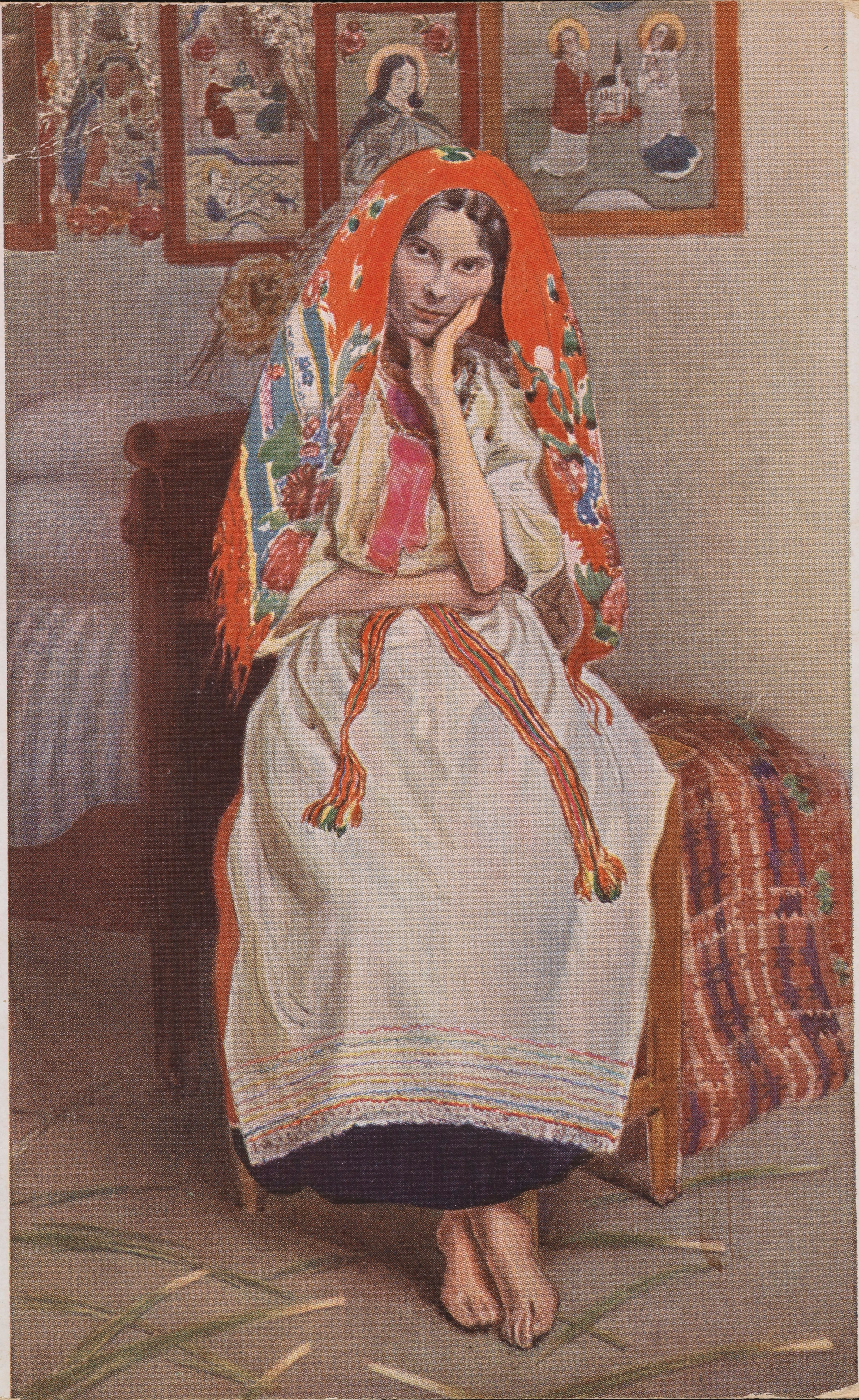
«Селянка з України», 1910-ті роки

Народився в маєтку Печиська в зубожілій шляхетській родині Адама і Целіни з роду Жолдовичів. Мав брата Мавриція (нар. 1858) і сестру Марію-Гелену (нар. 1861). Батько брав участь у Січневому повстанні, був ув'язнений і покараний штрафом, через що матеріально занепав.

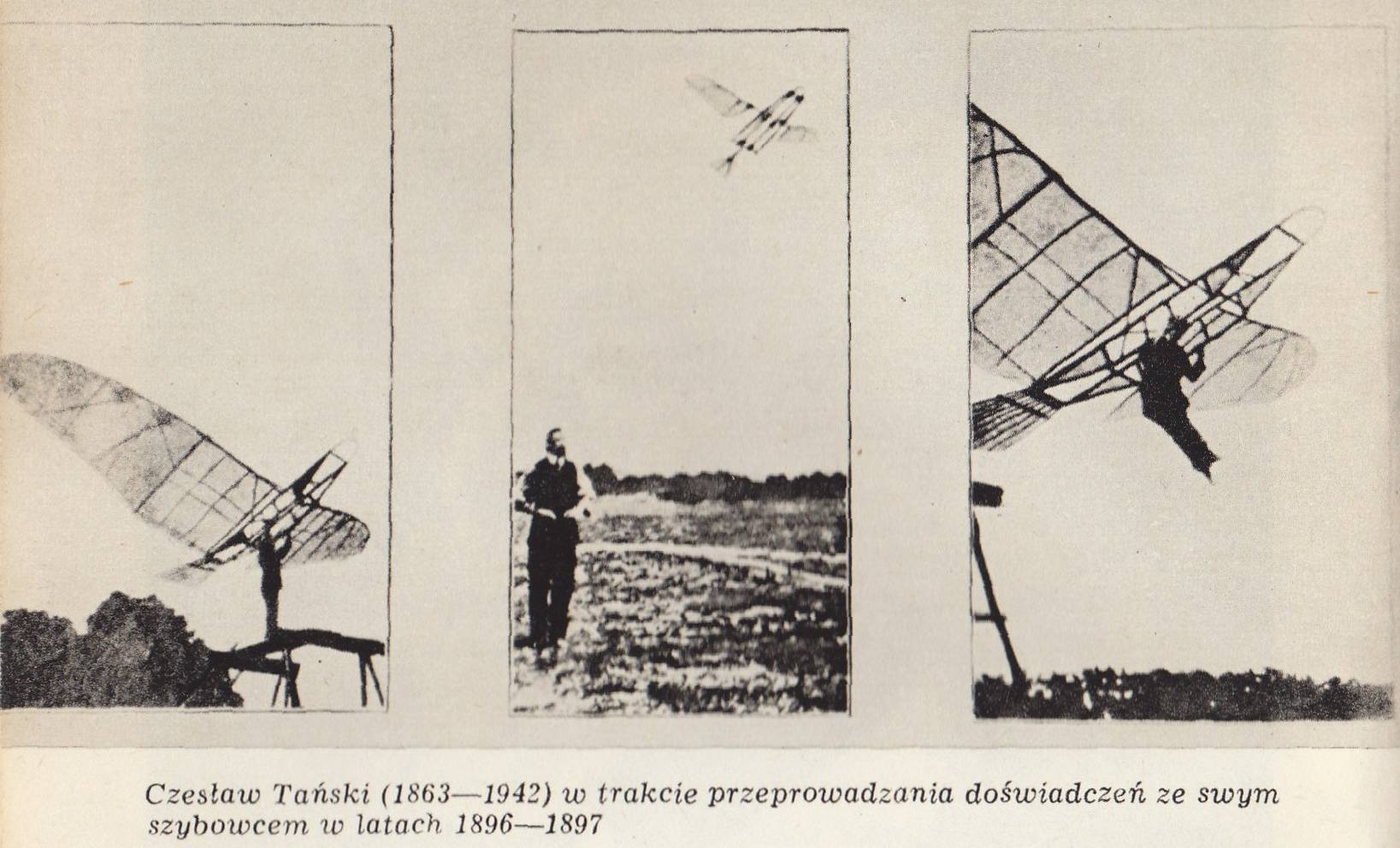
Замальовка польоту на планері Танського

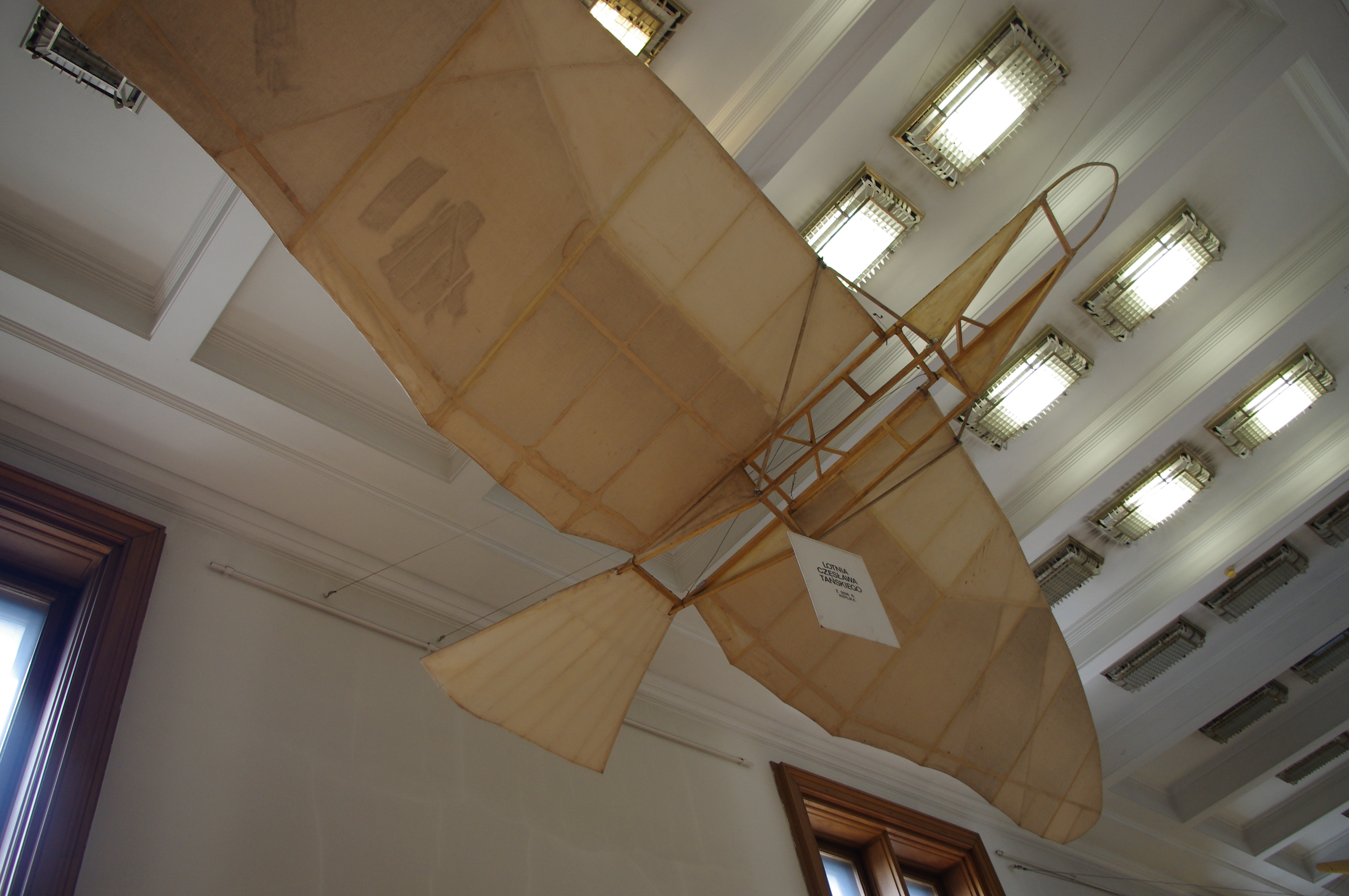
Репліка планера Чеслава Танського

У 1892 році жив у Москві. Дізнавшись про народження сина Тадеуша, повернувся до Польщі. У 1898 році мешкав у Янові Підляському, звідки переїхав до Варшави. Там разом з основоположником польської наукової фантастики Владиславом Умінським, Владиславом Коценти-Зелінським і Юліаном Лукавським заснував того ж року «Авіаційний гурток» (Kółko Awiatyczne). З 1893 року будував свої власні успішні літальні моделі з гумовими двигунами. Під впливом польотів Отто Лілієнталя в 1895 році побудував власний планер, на якому здійснив перші спроби польотів на полях біля Варшави. Польоти завершилися розбиттям конструкції.
У 1901 році поїхав у Париж, де продовжував навчатися малярства в Академії витончених мистецтв, здобувши кілька відзнак і нагород. Пізніше зустрівся в Парижі зі своїм сином Тадеушем, кого доти залишив з дружиною.
Могила Чеслава Танського знаходиться в селі Пуща Маріанська (Жирардовського повіту), де на його честь названо місцевий ліцей.